# 밀사 (영화)
"밀사"(密使)는 한국에서 제작된 김병국 감독의 1970년 영화이다. 백영민 등이 주연으로 출연하였고 홍성칠 등이 제작에 참여하였다.

## 출연

### 주연
- 백영민
- 김지수

## 제작진
- 조명: 양찬종
- 미술: 조경환